# Gideon Olin
Gideon Olin (* 2. November 1743 in East Greenwich, Kolonie Rhode Island; † 21. Januar 1823 in Shaftsbury, Vermont) war ein US-amerikanischer Politiker. Zwischen 1803 und 1807 vertrat er den ersten Wahlbezirk des  Bundesstaates Vermont im US-Repräsentantenhaus.

## Werdegang
Gideon Olin genoss nur eine bescheidene Schulausbildung und war zunächst in der Landwirtschaft tätig. Im Jahr 1776 zog er nach Vermont, wo er sich in Shaftsbury niederließ. Während des Unabhängigkeitskrieges diente er als Major in der Kontinentalarmee. Nach dem Krieg begann Olin eine politische Laufbahn. Zwischen 1778 und 1799 war er mehrfach mit einigen Unterbrechungen Abgeordneter im Repräsentantenhaus von Vermont; von 1788 bis 1793 war er Präsident dieses Gremiums. Zwischen 1781 und 1798 war Olin auch beisitzender Richter am Bezirksgericht im Bennington County. Dort wurde er später von 1807 bis 1811 Vorsitzender Richter.
Im Jahr 1791 war er Delegierter auf einer Versammlung zur Überarbeitung der Staatsverfassung von Vermont. Zwischen 1793 und 1798 war Olin auch Mitglied des Beraterstabs des Gouverneurs von Vermont. Bei den Kongresswahlen des Jahres 1802 wurde Gideon Olin als Kandidat der Demokratisch-Republikanischen Partei im ersten Distrikt von Vermont in das US-Repräsentantenhaus in Washington, D.C. gewählt. Dort trat er am 4. März 1803 die Nachfolge des in den Senat wechselnden Israel Smith an. Nach einer Wiederwahl im Jahr 1804 konnte er bis zum 3. März 1807 zwei Legislaturperioden im Kongress absolvieren.
Nach seiner Zeit im Kongress war Olin bis 1811 als Richter tätig. Danach widmete er sich wieder seinen landwirtschaftlichen Angelegenheiten. Er starb im Jahr 1823 in Shaftsbury. Gideon Olin war der Vater von Abram B. Olin (1808–1879), der zwischen 1857 und 1863 den Staat New York im US-Repräsentantenhaus vertrat. Außerdem war er der Onkel von Henry Olin, der zwischen Dezember 1824 und März 1825 ebenfalls Kongressabgeordneter aus Vermont war und zwischen 1827 und 1830 als Vizegouverneur dieses Staates amtierte.